# Otto Rehbinder
Otto Rehbinder, född 1640, död i oktober 1710 i Reval, var en svensk friherre och militär. Han var far till Bernhard Otto Rehbinder.
Otto Rehbinder var son till generalmajor Henrik Rehbinder och Hildegard von Yxkull. Han kom i tjänst vid svenska armén 1668, blev major vid kavalleriet 1669, mannrichter i wierlandska kretsen i Estland 1671 och var ritterschafthauptmann i Estland 1682 och 1686. Rehbinder blev kirchenvorsteher för Tristfers kyrka 1683 och var 1692 lantråd i Estland. Rehbinder var överste och chef för Estländska Jerwiska lantmilisregementet 1701–1710. Han blev fången vid Narvas erövring av ryssarna 10 augusti 1704, men blev fri och kom tillbaka till Estland i maj 1710. Rebbinder blev kommendant i Reval samma år och fången vid fästningens kapitulation 29 september. Han avled av pest och begravdes i farfaderns grav i Sankt Nicolai kyrka i Reval. Rehbinder ärvde Uddrich i Tristfers socken, och köpte 1676 Lewolde (Löwenwolde) i Marien-Magdalenen socken, och ägde även Tamsal i Ampels socken i Estland och Kullagård i Pyttis socken i Finland.